# Nová Hradečná
Nová Hradečná (en allemand : Markersdorf) est une commune du district et de la région d'Olomouc, en République tchèque. Sa population s'élevait à 742 habitants en 2023.

## Géographie
Nová Hradečná se trouve à 7,7 km au nord-ouest d'Uničov, à 29,5 km au nord-nord-ouest d'Olomouc, à 86 km à l'ouest d'Ostrava et à 192 km à l'est-sud-est de Prague.
La commune est limitée par Libina au nord et à l'est, par Šumvald à l'est, par Troubelice au sud, et par Lipinka, Klopina et Kamenná à l'ouest.

## Histoire
La première mention écrite de la localité date de 1344.

## Galerie

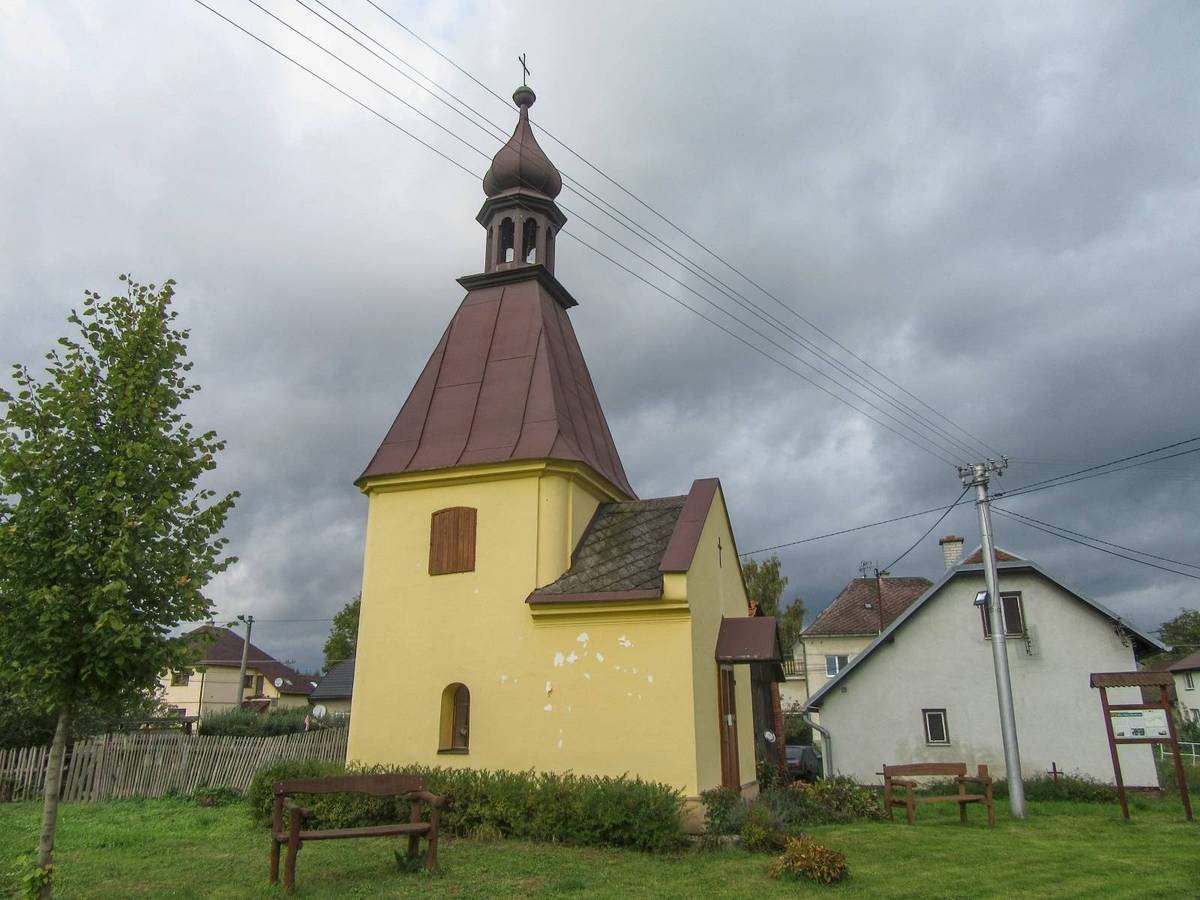
Chapelle Saint-Antoine de Padoue.
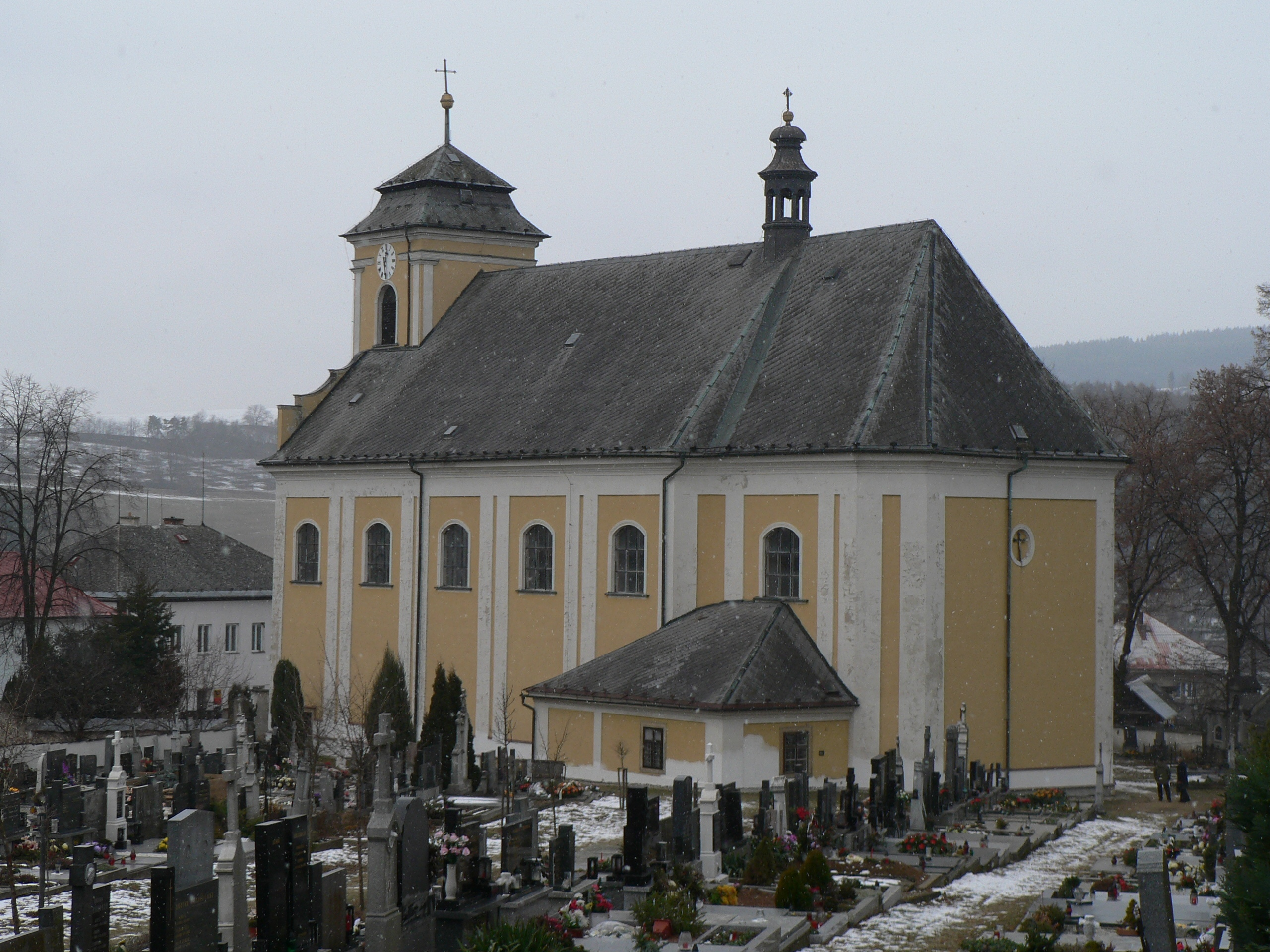
Église Saint-Laurent.

## Transports
Par la route, Nová Hradečná se trouve à 12 km d'Uničov, à 36 km d'Olomouc et à 229 km de Prague.